# Мелиде
Мелиде (итал. Melide) — коммуна округа Лугано кантона Тичино в Швейцарии, расположенная на берегу озера Лугано.

## География
Коммуна Мелиде расположена в округе Лугано на западном берегу озера Лугано, на западном конце дамбы Мелиде. 
По состоянию на 1997 год площадь общины Мелиде составляла 1,67 км². 13,2% этой территории использовалось в сельскохозяйственных целях, а её 62,9% составляли леса.

## История
Мелиде впервые упоминается в 1034 году как Melede. Первоначально оно находилось под властью итальянского города Комо. В первой половине XV века Мелиде перешло в собственность к Милану, при этом с него потребовалось предоставить пять солдат миланскому герцогу. В 1482 году впервые упоминается пункт по сбору таможенных пошлин в Мелиде.
До 1427 года Мелиде входило в состав прихода Лугано, а после — прихода Кароны. Мелиде стало независимым приходом в 1525 году. Как показали раскопки 1991—1992 годов, приходская церковь святых Квирико и Джулиетты строилась в несколько этапов в течение VI и VII веков. В 1590 году она была перестроена архитектором Доменико Фонтаной. Больница Сан-Спирито была впервые упомянута в 1498 году и была связана с госпиталем церкви Сан-Спирито в Риме. Позже она была заброшена и разрушена в 1911 году. Часовня Сан-Кроче известна с 1626 года.
В 1555 году тагзатцунг Швейцарского союза предоставил Мелиде, Биссоне и Моркоте монополию на продажу рыбы в Лугано. Рыболовство, наряду с сельским хозяйством и виноградарством, было основным источником дохода в Мелиде. Остальная часть доходов коммуны поступает от работающих за её пределами ремесленников и художников, включая членов семей Фонтана и Кастелли. После строительства главной дороги в 1818 году в Ла-Пунте в следующем году начал действовать паром. Он способствовал экономическому развитию селения до строительства дамбы Мелиде в 1844—1847 годах. На дамбе длиной 817 метров в 1874 году появилась железнодорожная линия, а со второй половины 1960-х годов — шоссе. В XVIII веке в Мелиде открылись печи для обжига извести. В XIX веке там открылись различные производства табака, алкоголя, колокольчиков, лодок, мыла и чернил. Туризм начал развиваться в XIX веке и по-прежнему является важным сектором экономики Мелиде. В 1959 году в коммуне открылся парк Швейцария в миниатюре, где выставлены модели архитектурных объектов Швейцарии, выполненные в масштабе 1:25.